# James Meade
James Edward Meade (n. 23 iunie 1907, Swanage, Anglia, Regatul Unit al Marii Britanii și Irlandei – d. 22 decembrie 1995, Cambridge, Anglia, Regatul Unit) a fost un economist britanic, laureat al Premiului Nobel pentru economie în 1977.